# عين اليقين
عين اليقين هي مجلة إخبارية سعودية عربية تنشر أسبوعيًا وتركز على الأخبار السياسية، يوجد لعين اليقين أيضًا طبعة إنجليزية. تنشر المجلة على الإنترنت وتعتبر صحيفة حكومية شبه رسمية.